# Mongkol Jitthai
Mongkol Jitthai (thailändisch มงคล จิตไทย, * 22. Februar 1992 in Chonburi) ist ein thailändischer Fußballspieler.

## Karriere
Mongkol Jitthai stand bis Ende 2013 beim Pattaya United FC unter Vertrag. Wo er vorher gespielt hat, ist unbekannt. Der Verein aus Pattaya spielte in der höchsten Liga des Landes, der Thai Premier League. Für Pattaya absolvierte er 2013 ein Spiel. Hier stand er am 6. Juli 2013 im Heimspiel gegen den Samut Songkhram FC im Tor. Ende 2013 musste er mit dem Verein in die zweite Liga absteigen. Wo er von 2014 bis 2018 unter Vertrag stand, ist unbekannt. Von 2019 bis 2021 spielte er beim Pattaya Discovery United FC. Zur Saison 2021 schloss er sich dem Drittligisten Royal Thai Fleet FC an. Mit dem Verein spielte er in der Eastern Region der dritten Liga. Am Ende der Saison stieg der Verein als Tabellenletzter in die Amateur-Liga ab. Nach dem Abstieg verließ er den Klub und schloss sich dem ebenfalls in Sattahip beheimateten Drittligaaufsteiger Fleet FC an. Mit Warship spielt er ebenfalls in der Eastern Region der Liga.